# 사사키 노리오 (축구인)
사사키 노리오(일본어: 佐々木 則夫, 1958년 5월 24일~)는 일본의 전직 축구 선수이자 현 축구 지도자로 현재 WE 리그의 오미야 아르디자 벤터스의 총감독을 맡고 있다.

## 경력
야마가타현 오바나자와시 출신이며 도쿄도 데이쿄(帝京) 고등학교와 메이지 대학을 졸업했다. 데이쿄 고등학교 재학 시절 팀의 주장을 맡았으며 팀의 전국 고등학교 총합 체육 대회 축구 경기 대회 우승과 전국 고등학교 축구 선수권 대회 준결승 진출을 이끌었다.
메이지 대학을 졸업한 이후에 일본전신전화공사에 입사했고 이와 동시에 NTT 간토(일본전신전화공사 소속 축구 팀이자 오미야 아르디자의 전신) 소속으로 뛰었다. 선수 시절 포지션은 미드필더, 수비수였으며 1986년 팀의 일본 사커 리그 2부 승격을 이끌었다.
33세 때 현역 은퇴한 뒤부터 축구 감독을 맡았다. 1998년 재팬 풋볼 리그의 오미야 아르디자에서 감독을 역임했고 나중에 팀의 강화보급부장, 청소년 팀 감독을 역임했다.
2006년 1월에는 일본 여자 축구 국가대표팀 코치와 일본 여자 U-20 축구 국가대표팀 감독으로 취임했으며 2007년 12월에는 일본 여자 축구 국가대표팀 감독으로 취임했다. 2008년 베이징 하계 올림픽에서 일본이 올림픽 여자 축구 4위를 차지하는 데에 공헌하는 데에 공헌했다. 독일에서 개최된 2011년 FIFA 여자 월드컵에서 일본의 사상 첫 FIFA 여자 월드컵 우승에 공헌했고 2011년에는 FIFA 올해의 여자 축구 감독으로 선정되는 영예를 안았다.
2012년 런던 하계 올림픽에서는 일본의 올림픽 여자 축구 은메달 획득에 공헌했고 캐나다에서 개최된 2015년 FIFA 여자 월드컵에서는 일본의 준우승에 공헌했다. 하지만 2016년 3월에 일본 여자 축구 국가대표팀이 2016년 리우데자네이루 하계 올림픽 본선 진출에 실패한 책임을 지고 사임하게 된다.

## 수상

### 감독
일본 여자 축구 국가대표팀
- 2008년 동아시아 여자 축구 선수권 대회 우승
- 2010년 동아시아 여자 축구 선수권 대회 우승
- 2010년 광저우 아시안 게임 여자 축구 금메달
- 2011년 FIFA 여자 월드컵 우승
- 2012년 런던 하계 올림픽 여자 축구 은메달
- 2014년 AFC 여자 아시안컵 우승
- 2014년 인천 아시안 게임 여자 축구 은메달
- 2015년 FIFA 여자 월드컵 준우승

### 개인
- 2011년 AFC 올해의 감독상 수상
- 2011년 FIFA 올해의 여자 축구 감독 선정